# SIG Sauer P938
A SIG Sauer P938 é uma pistola subcompacta de ação simples, produzida para o cartucho 9×19mm Parabellum, fabricada pela SIG Sauer e introduzida na SHOT Show de 2011. 
Uma variante com câmara para o calibre .22 Long Rifle foi introduzida em 2014.

## Projeto
A P938, com câmara para o cartucho 9×19mm Parabellum, é uma versão um pouco maior da pistola SIG Sauer P238, com câmara para o cartucho .380 ACP. O esforço necessário para acionamento do gatilho para a P938 é de 7,5 a 8,5 lbf (33 a 38 N). Existe um descanso para os dedos sob o guarda-mato. Os painéis de empunhadura são de três tipos: de madeira, compósito Hogue G-10 Extreme ou borracha no modelo "Sport". O corpo é metálico, ao contrário de muitas outras pistolas subcompactas de 9 mm. A estrutura para todos os modelos P938 é de liga de alumínio anodizada e o slide é de aço inoxidável, cru ou com revestimento de Nitron da SIG.
Os carregadores de base lisa admitem 6 cartuchos, mas existem carregadores com extensão para 7 cartuchos. A trava de segurança é ambidestra, enquanto a chave de liberação do carregador, fica apenas no lado esquerdo.
Versões especiais foram criadas como Scorpion, Nightmare, Extreme, Equinox, AG (grip de alumínio) e SAS (SIG Anti-Snag), bem como para a série Legion.

### P938-22
A variante P938-22 foi projetada para o calibre .22 Long Rifle e apresenta um carregador de 10 cartuchos, slide de alumínio com acabamento em preto. A P938-22 é oferecida nos pacotes Standard e Target. Os canos no P938-22 são mais longos que no P938.
| Especificação       | P938             | P938-22          | P938-22          |
| Especificação       | P938             | Standard         | Target           |
| ------------------- | ---------------- | ---------------- | ---------------- |
| Comprimento do cano | 76 mm (2,99 in)  | 84 mm (3,31 in)  | 104 mm (4,09 in) |
| Comprimento         | 150 mm (5,91 in) | 160 mm (6,30 in) | 180 mm (7,09 in) |
| Largura             | 28 mm (1,10 in)  | 28 mm (1,10 in)  | 28 mm (1,10 in)  |
| Altura              | 99 mm (3,90 in)  | 99 mm (3,90 in)  | 99 mm (3,90 in)  |
| Peso                | 454 g (16,0 oz)  | 430 g (15,2 oz)  | 460 g (16,2 oz)  |